# 밥 쿠지

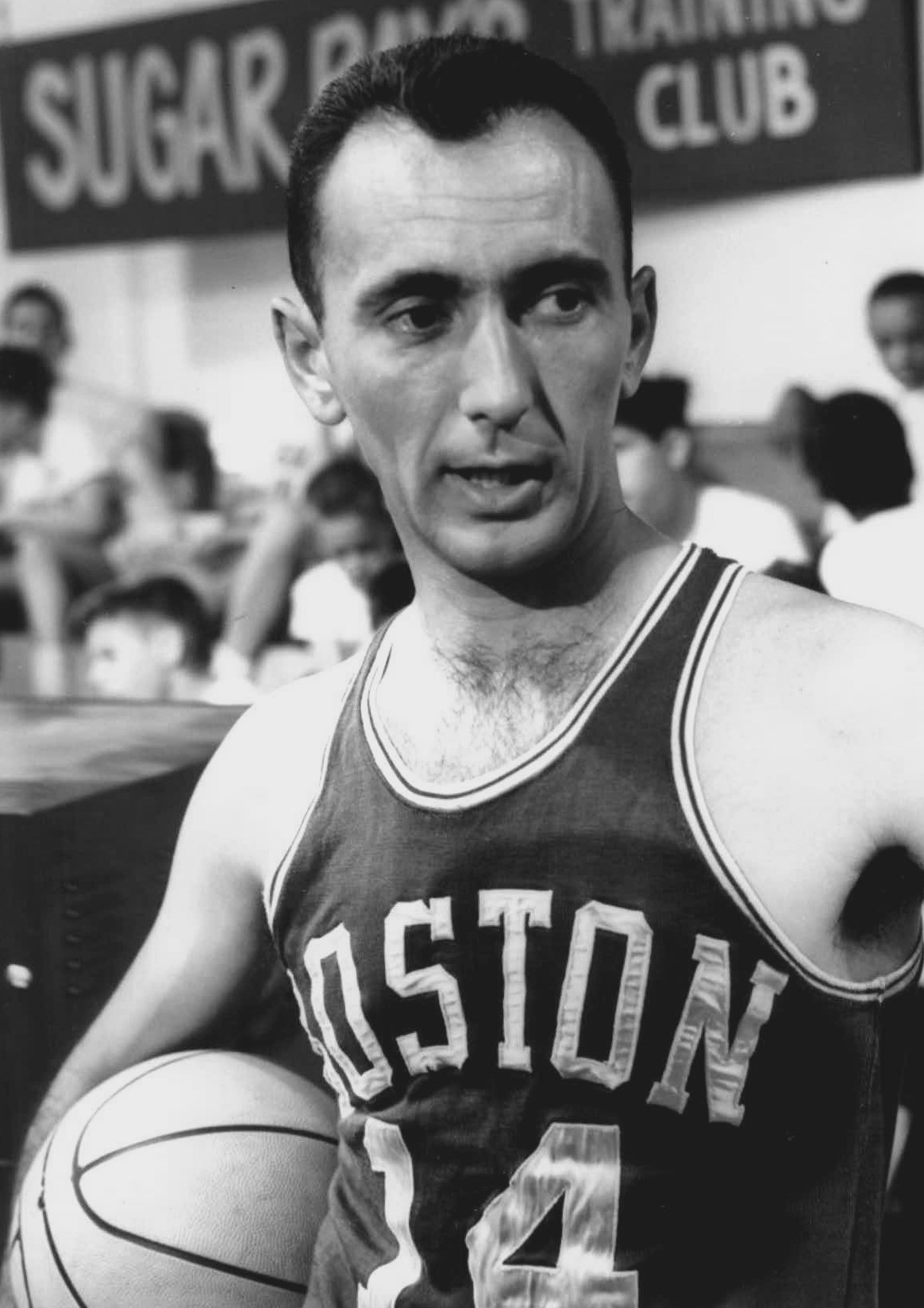
보스턴 셀틱스 시절 (!959년~1963년 경)

밥 쿠지(Bob Cousy, 본명: 로버트 조셉 쿠지, Robert Joseph Cousy, 1928년 8월 9일 ~ )는 미국의 전직 프로 농구 선수이다. 1950년부터 1963년까지 보스턴 셀틱스에서 포인트 가드로 활약했고, 1969-70 시즌 동안 잠시 신시내티 로열스에서 활약했다. 13번의 NBA 올스타이자 1957년 NBA 최우수 선수(MVP)였던 쿠지는 셀틱스 왕조 초기에 셀틱스에서 13년 동안 재직하면서 6번의 NBA 챔피언십 우승을 차지한 핵심 선수였다. "The Houdini of the Hardwood"라는 별명을 가진 쿠지는 8시즌 연속 NBA 어시스트 리더였으며 NBA에 볼 핸들링과 패스 기술의 새로운 조합을 도입했다.  NBA 최초의 위대한 포인트 가드로 평가되며, 통산 4,000, 5,000, 6,000개의 어시스트 기록을 최초로 달성한 사람이다.
3학년 때 고등학교 대표팀에 합류한 쿠지는 계속해서 홀리 크로스 대학(College of the Holy Cross)에서 장학금을 받았고, 그곳에서 크루세이더스(Crusaders)를 이끌고 1948년 NCAA 토너먼트와 1950년 NCAA 토너먼트에 참가했으며 세 시즌 동안 NCAA 올 아메리칸 상을 받았다. 쿠지는 1950년 NBA 드래프트에 참가했고 처음에는 트리시티스 블랙호크스에 의해 1라운드 전체 3순위로 드래프트되었지만 보고를 거부한 후 보스턴에 선택되었다. 셀틱스에서 선수 생활을 한 후 그는 대학 농구 코치와 신시내티 로열스의 NBA 수석 코치를 역임했다.
1971년 네이스미스 기념 농구 명예의 전당에 선출되자 셀틱스는 그의 등번호 14번 유니폼을 영구결번으로 지정하고 정원 서까래에 걸었다. 쿠지는 1971년 NBA 25주년 기념 팀, 1981년 NBA 35주년 기념 팀, 1996년 NBA 50주년 기념 팀, 2021년 NBA 75주년 기념 팀에 선정되어 NBA 75주년 기념 팀에 선정된 단 4명의 선수 중 한 명이 되었다. 또한 2024년 기준 밥 페팃과 함께 아직 살아 있는 단 두 명의 선수 중 한 명이며 두 명의 살아있는 멤버 중 나이가 더 많다.  또한 전미 농구 선수 협회(National Basketball Players Association)의 초대 회장이기도 했다. 2019년 8월 22일, 도널드 트럼프 대통령으로부터 대통령 자유 훈장을 받았다.